# Брюстер (округ, Техас)
Шаблон:StateAbbr_ 29°48′43″ пн. ш. 103°15′06″ зх. д. / 29.81185° пн. ш. 103.2517° зх. д.
Округ  Брюстер (англ. Brewster County) — округ (графство) у штаті  Техас, США. Ідентифікатор округу 48043.

## Історія
Округ утворений 1887 року.

## Демографія
За даними перепису 2000 року загальне населення округу становило 8866 осіб, зокрема міського населення було 5906, а сільського — 2960. Серед мешканців округу чоловіків було 4411, а жінок — 4455. В окрузі було 3669 домогосподарств, 2216 родин, які мешкали в 4614 будинках. Середній розмір родини становив 2,96.
Віковий розподіл населення поданий у таблиці:
| Стать    | До 15 років | 15-21 | 22-29 | 30-39 | 40-49 | 50-65 | 65-85 | Понад 85 |
| -------- | ----------- | ----- | ----- | ----- | ----- | ----- | ----- | -------- |
| Чоловіки | 793         | 637   | 570   | 444   | 621   | 767   | 538   | 41       |
| Жінки    | 775         | 582   | 517   | 496   | 640   | 727   | 635   | 83       |

## Суміжні округи
- Пекос — північ
- Террелл — північний схід
- Acuña (municipality)[en], Мексика — південний схід
- Ocampo Municipality, Coahuila[en], Мексика — південь
- Manuel Benavides[en], Мексика — південний захід
- Пресидіо — захід
- Джефф-Девіс — північний захід

## Виноски
1. ↑  U.S. Decennial Census. United States Census Bureau. Архів оригіналу за 26 квітня 2015. Процитовано 19 квітня 2015.
2. ↑  Texas Almanac: Population History of Counties from 1850–2010 (PDF). Texas Almanac. Архів оригіналу (PDF) за 26 лютого 2015. Процитовано 19 квітня 2015.
3. ↑  State & County QuickFacts. United States Census Bureau. Архів оригіналу за 8 грудня 2015. Процитовано 8 грудня 2013. [Архівовано 2015-12-08 у Wayback Machine.](англ.) Наведено за англійською вікіпедією.
4. ↑  American FactFinder. Бюро перепису населення США. Архів оригіналу за 26 лютого 2012. Процитовано 31 січня 2008. [Архівовано 2008-05-21 у Wayback Machine.]

| США | Це незавершена стаття з географії США. Ви можете допомогти проєкту, виправивши або дописавши її. |